# Nasi lemak
Nasi lemak je tradiční pokrm z malajské kuchyně. Lze se s ním kromě Malajsie setkat i v Singapuru, jižním Thajsku, Bruneji, v několika částech Filipín, na australském Vánočním ostrově a v Indonésii (v několika částech Sumatry). Je tradičně podáván jako snídaně. Základem je rýže vařená v kokosovém mléce, často s pandánovým listem. K této rýži se podávají různé přílohy, nejčastěji sambal (pikantní kořenící pasta), sušené ančovičky, zelenina, pražené arašídy nebo vejce natvrdo. Někdy se přidávají také smažené kousky kuřete, smažené ryby, nakládaná zelenina, sépie v pikantní omáčce a někdy i rendang. Nasi lemak má mnoho variant, například Indové v Malajsie přidávají kari.